# Alf Lindahl
Alf Magnus Lindahl, född 16 mars 1889 i Stockholm, död 23 november 1981 i Stocksund, Danderyds kommun, var en svensk advokat.
Alf Lindahl var son till direktören Magnus Lindahl. Efter mogenhetsexamen i Stockholm 1907 blev han 1912 juris kandidat vid Uppsala universitet. 1912 blev Lindahl extraordinarie notarie i Svea hovrätt och fullgjorde tingstjänstgöring 1913–1915. Från 1915 utövade han advokatverksamhet i Stockholm. 1917 blev Lindahl ledamot av Sveriges advokatsamfund, där han från 1941 var ordförande. Lindahl kom att tas i anspråk för statliga utredningar och uppdrag och innehade ett flertal förtroendeposter inom näringslivet.